# Maillé Brézé (1931)
«Майє Брезе» (англ. Maillé Brézé (1931)) — військовий корабель, лідер ескадрених міноносців типу «Вокелен», що перебував у складі Військово-морського флоту Франції у передвоєнний час та за часи Другої світової війни.
«Майє Брезе» був закладений 9 жовтня 1930 року на верфі компанії Ateliers et Chantiers de Saint-Nazaire Penhoët у Сен-Назері. 9 листопада 1931 року він був спущений на воду, а 31 грудня 1932 року увійшов до складу ВМС Франції.

## Історія служби
Лідер включено до бойового складу французького флоту 6 квітня 1933 року. Введення в експлуатацію було затримано на кілька місяців через проблеми з однією з турбін, і випадкове намотування ланцюга на гребний гвинт під час морських випробувань.
Коли «Вокеліни» вступили в стрій, вони були приписані до 5-ї та новоствореної 6-ї легкої дивізії флоту (фр. Division légère (DL)), які пізніше були перейменовані на дивізії есмінців (фр. Division de contre-torpilleurs). «Майє Брезе» та однотипні кораблі «Воклен» і «Керсен» були приписані до 6-ї легкої дивізії 2-ї ескадри, що базувався в Бресті. У жовтні 1934 року 6-ту дивізію перевели до групи великих есмінців 1-ї ескадри французької Середземноморської ескадри в Тулоні.
Після початку громадянської війни в Іспанії в липні 1936 року «Майє Брезе» був серед кораблів, які 22 липня здійснювали евакуацію французьких громадян з Іспанії; потім він був переведений до міжнародної зони Танжера в Марокко для патрулювання зон спостереження, призначених для Франції. 18 січня 1937 року корабель зазнав невдалої атаки бомбардувальника ПС Іспанської республіканської армії біля берегів Каталонії.
Станом на 1 жовтня 1936 року «Майє Брезе», «Керсен» і «Кассар» були приписані до 9-ї легкої дивізії, тоді як «Воклен», «Тартю» і «Шевальє Поль» приписані до 5-ї, обидві з яких були приписані до Середземноморської ескадри. «Майє Брезє» став флагманом 3-ї легкої ескадри. 1 липня 1939 року Середземноморська ескадра була перейменована в Середземноморський флот.
На початку квітня 1940 року «Майє Брезе» увійшов до складу Групи Z, французької ескадри, що підтримувала Норвезьку кампанію союзників. Окрім нього, до складу групи Z входили крейсер «Еміль Бертен» 2400-тонні великі есмінці «Тартю», «Шевальє Поль», «Мілан», «Бізон» і «Еперв'є», а також 1500-тонні «Брестуа», «Булонне» і «Фудруан».
30 квітня 1940 року о 14:15, коли «Майє Брезе» стояв на якорі у Ферт-оф-Клайд, біля шотландського Грінока, під час технічного обслуговування вийшов з ладу торпедний апарат, який випустив на палубу боєзарядну торпеду, що влучила в кормову частину форштевня. Від детонації загорілися паливні баки і носовий льох, який, однак, не вибухнув. О 15:15 екіпаж покинув корабель через небезпеку вибуху, за винятком численних моряків, які опинилися в кают-компанії. Близько 16:30 кілька моряків повернулися на корабель, щоб затопити кормовий льох, і до 19:30 пожежа була під контролем пожежників Грінока. Однак, на той час «Майє Брезе» був настільки низько у воді, що почав тонути ще до того, як його змогли взяти на буксир, і пішов на дно разом з тими, хто все ще залишався в носовій частині корабля. Внаслідок аварії загинуло 37 і було поранено 47 членів французького екіпажу.
У ніч на 3/4 серпня 1954 року, після зрізання більшої частини надбудови, щоб зменшити вагу заповненого мулом корабля, його корпус вперше підняли. Після посадки на мілину на сусідньому пляжі, де було вилучено 41 т боєприпасів і 508 т мазуту, 15 вересня корабель було спущено на воду і відбуксировано до порту Глазго, де він був розібраний на частини.